# کورینت (ویرجینیای غربی)
کورینت (به انگلیسی: Corinth) یک منطقهٔ مسکونی در ایالات متحده آمریکا است که در شهرستان پرستون، ویرجینیای غربی واقع شده‌است.